# Eva Longoria
Eva Jacqueline Longoria (sinh ngày 15 tháng 3 năm 1975) là một nữ diễn viên điện ảnh và phim truyền hình từng nhận được đề cử Quả Cầu Vàng người Mỹ. Cô nổi tiếng với vai Gabrielle Solis trong bộ phim truyền hình hài kịch Desperate Housewives của kênh ABC và vai diễn trong phim Over Her Dead Body. Cô còn là một người mẫu nổi tiếng trên các tạp chí và quảng cáo, xếp thứ 14 trên bảng "Những người phụ nữ sexy nhất" năm 2008.

## Tiểu sử
Longoria sinh ra vơi tên khai sinh là Eva Jacqueline Longoria. Cô sinh ra tại hạt Corpus Christi, tiểu bang Texas, Mỹ trong một gia đình người Mỹ gốc México theo đạo Thiên chúa.
Cô có ba người chị gái là Elizabeth Judina, Emily Jeannette, và Esmeralda Josephina. Gia đình cô lớn lên tại một miền quê nghèo khó và chủ yếu làm các công việc của nông trại. Cha mẹ của bốn chị em phải làm việc vất vả để nuôi sống cả gia đình. Longoria lớn lên trong cảnh thiếu thốn và cô còn hay bị các chị gái trêu chọc về ngoại hình xấu xí lúc nhỏ.
Longoria có ước mơ trở thành người mẫu từ nhỏ nhưng khi cô chụp ảnh gửi đến các công ty người mẫu, hồ sơ của cô đều không được chấp nhận vì cô quá lùn. Cô theo học tại trường trung học Roy Miller và nhận bằng cử nhân khoa học tại Đại học Texas A&M-Kingsville. Năm 1998, cô đăng quang danh hiệu Miss Corpus Christi USA. Sau khi học xong đại học, cô tham dự một cuộc thi tài năng và cô đã được chọn để đến Los Angeles theo đuổi sự nghiệp điện ảnh.

## Sự nghiệp
Năm 2001, Eva Longoria tham gia bộ phim truyền hình đầu tiên The Young and the Restless (2001-2003). Năm 2004, cô được chọn đóng Những bà nội trợ kiểu Mỹ, một bộ phim truyền hình thuộc thể hài kịch với vai diễn Gabrielle Solis.
Năm 2008, cô đóng bộ phim hài Over Her Dead Body.
Eva Longoria đã từng được đề cử giải Quả Cầu Vàng cho giải Nữ diễn viên xuất sắc nhất. Năm 2007, tại People Choice's Award, cô đoạt giải Nữ diễn viên truyền hình được yêu thích.
| Năm  | Tên phim/chương trình truyền hình |
| ---- | --- |
| 2001 | Phim truyền hình - The Young and the Restless vai Isabella Braña Williams (2001 - 2003) |
| 2003 | Phim truyền hình - The Talent Agency (người dẫn chương trình) - Dragnet vai Det. Gloria Duran Video - Hot Tamales Live: Spicy, Hot and Hilarious |
| 2004 | - Carlita's Secret vai Carlita Phim truyền hình - Những bà nội trợ kiểu Mỹ vai Gabrielle Solis (2004) Phim truyền hình - The Dead Will Tell vai Jeanie Video - Señorita Justice                                                                         |
| 2005 | - Harsh Times vai Sylvia - Hustler's Instinct vai Vanessa Santos Chương trình truyền hình đặc biệt - Annual Primetime Emmy Awards 57 - MTV Video Music Awards 2005 (người giới thiệu) - TV Land Awards 3 - Golden Globe Awards 62 as a người giới thiệu |
| 2006 | - George Lopez vai Brooke - The Sentinel vai Jill Marin - Harsh Times vai Sylvia |
| 2007 | - The Heartbreak Kid vai Consuelo |
| 2008 | - Over Her Dead Body vai Kate - Foodfight! vai Lady X (lồng giọng) - Lower Learning vai Rebecca |

## Đời sống riêng tư
Eva Longoria từng kết hôn với ngôi sao Tyler Christopher. Tuy nhiên, cuộc hôn nhân này kéo dài không được bao lâu. Một thời gian sau, cô bắt đầu cuộc tình mới với cựu thành viên ban nhạc ‘N Sync JC Chasez.
Những cuộc tình của Eva Longoria vẫn không dừng lại ở đó. Sau lần "ngỏ lời" xin Brad Pitt một đứa con nhưng không thành, gần đây cô không ngần ngại thổ lộ ước vọng có con với người yêu Tony Parker, ngôi sao của giải bóng rổ nhà nghề Mỹ. Eva cho biết cô "thèm khát Parker ngay từ cái nhìn đầu tiên" khi hai người gặp nhau tại phòng thay đồ sau một trận đấu của đội San Antonio năm ngoái. Cuộc hôn nhân của họ đã chấm dứt vào đầu năm 2011 do Tony Parker ngoại tình với người khác.

### Tính giản dị
Eva Longoria vẫn tự nhận mình là con vịt xấu xí và từng tâm sự rằng: "Tôi thích là một người phụ nữ. Điều tuyệt vời nhất khi là một người phụ nữ chính là uy quyền của họ đối với đàn ông. Tôi thích được yêu và những cuộc hẹn hò lãng mạn. Tôi là một bông hoa nở muộn, vẻ đẹp của tôi đến không sớm và thành công mỉm cười ở tuổi 30. Nhưng tôi hạnh phúc vì mọi thứ không đến với tôi ngay lập tức mà người ta sẽ phải đánh giá cao nó khi cuối cùng tôi đã đạt được nó".
Eva Lổngia mô hình cho L'Ỏeal Cosmetico Company en 2013 - 2017.